# Tokuzō Tanaka
Pour les articles homonymes, voir Tanaka.
Tokuzō Tanaka (田中徳三, Tanaka Tokuzō), né le 15 septembre 1920, et mort le 20 décembre 2007, est un réalisateur japonais.

## Biographie
Tokuzō Tanaka nait le 15 septembre 1920 à Osaka. Il entre à la Daiei en 1948 comme assistant réalisateur et travaille aux côtés de cinéastes tels que Kenji Mizoguchi, Akira Kurosawa, Kon Ichikawa, Daisuke Itō ou encore Kazuo Mori. Son premier film en tant que réalisateur est Bakeneko goyōda, sorti en 1958.
Tokuzō Tanaka a réalisé près de cinquante films pour la Daiei entre 1958 et 1969. 

## Filmographie partielle

### Comme assistant réalisateur
- 1950 : Rashōmon (羅生門, Rashōmon?) d'Akira Kurosawa
- 1953 : Les Contes de la lune vague après la pluie (雨月物語, Ugetsu monogatori?) de Kenji Mizoguchi
- 1954 : L'Intendant Sansho (山椒大夫, Sanshō dayū?) de Kenji Mizoguchi
- 1954 : Les Amants crucifiés (近松物語, Chikamatsu monogatari?) de Kenji Mizoguchi
- 1958 : Le Pavillon d'or (炎上, Enjō?) de Kon Ichikawa
- 1958 : Les Fourberies de Benten Kozō (弁天小僧, Benten Kozō?) de Daisuke Itō

### Comme réalisateur
- 1958 : Bakeneko goyōda (化け猫御用だ?)
- 1959 : Nuregami sandhogasa (濡れ髪三度笠?)
- 1960 : Ōeyama Shuten Dōji (大江山酒天童子?)
- 1960 : Kizu senryō (疵千両?)
- 1961 : Hanakurabe tanuki dochu (花くらべ狸道中?)
- 1961 : Nuregami botan (濡れ髪牡丹?)
- 1961 : Tough Guy (悪名, Akumyō?)
- 1961 : Zoku akumyō (続悪名?)
- 1962 : Sabakareru Echizen no kami (裁かれる越前守?)
- 1962 : Zoku shin akumyō (続新悪名?)
- 1962 : Kujiragami (鯨神?)
- 1963 : Daisan no akumyō (第三の悪名?)
- 1963 : La Légende de Zatoïchi : Un nouveau voyage (新・座頭市物語, Shin Zatōichi monogatari?)
- 1963 : La Légende de Zatoïchi : Le Fugitif (座頭市兇状旅, Zatōichi kyōjō tabi?)
- 1963 : Nemuri Kyōshirō sappōjō (眠狂四郎殺法帖?)
- 1964 : Shinobi no mono: Kirigakure saizō (忍びの者 霧隠才蔵?)
- 1964 : Yadonashiinu (宿無し犬?)
- 1964 : Kojiki taishō (乞食大将?)
- 1965 : Akumyō nobori (悪名幟?)
- 1965 : Zoku heitai yakuza (続・兵隊やくざ?)
- 1965 : Akumyō muteki (悪名無敵?)
- 1966 : Akumyō zakura (悪名桜?)
- 1966 : Daisatsujin orochi (大殺陣雄呂血?)
- 1966 : La Légende de Zatoïchi : La Vengeance (座頭市の歌が聞える, Zatōichi no uta ga kikoeru?)
- 1966 : Shin heitai yakuza (新・兵隊やくざ?)
- 1966 : Heitai yakuza: Datsugoku (兵隊やくざ 脱獄?)
- 1966 : Abura no shitatari (脂のしたたり?)
- 1966 : Heitai yakuza: Daidassō (兵隊やくざ 大脱走?)
- 1967 : Rikugun Nakano gakkō: Ryu sangō shirei (陸軍中野学校 竜三号指令?)
- 1967 : Heitai yakuza: Ore ni makasero (兵隊やくざ 俺にまかせろ?)
- 1967 : Heitai yakuza: Nagurikomi (兵隊やくざ 殴り込み?)
- 1968 : Nemuri Kyōshirō onna jigoku (眠狂四郎女地獄?)
- 1968 : Kaidan yukijorō (怪談雪女郎?)
- 1968 : Heitai yakuza: Gōdatsu (兵隊やくざ 強奪?)
- 1969 : Sasabue omon (笹笛お紋?)
- 1969 : Tejōmuyō (手錠無用?)